# Moutiers-au-Perche
Pour les articles homonymes, voir Moutiers.
Moutiers-au-Perche est une commune française, située dans le département de l'Orne en région Normandie, peuplée de 370 habitants.

## Géographie
| Le Mage            | Longny-les-Villages (comm. dél. de Neuilly-sur-Eure) | Les Menus, Le Pas-Saint-l'Homer |
| Le Mage            | Moutiers-au-Perche                                   | La Madeleine-Bouvet             |
| Rémalard en Perche | Rémalard en Perche                                   | Bretoncelles                    |

### Hydrographie
La commune est traversée par la ligne de partage des eaux entre les bassins hydrographiques Seine-Normandie et Loire-Bretagne. Elle est drainée par la Corbionne, le Livier et le ruisseau de la Coignardière,,.
La Corbionne, d'une longueur de 25 km, prend sa source dans la commune de Longny les Villages et se jette  dans l'Huisne à Sablons sur Huisne, après avoir traversé six communes. Les caractéristiques hydrologiques de la Corbionne sont données par la station hydrologique située sur la commune de Bretoncelles. Le débit moyen mensuel est de 0,971 m3/s. Le débit moyen journalier maximum est de 8,79 m3/s, atteint lors de la crue du 2 mars 2020. Le débit instantané maximal est quant à lui de 12,7 m3/s, atteint le 23 février 2024.
Le Livier, d'une longueur de 17 km, prend sa source dans la commune du Mage et se jette  dans l'Eure en limite de Belhomert-Guéhouville et de Fontaine-Simon, après avoir traversé huit communes. 

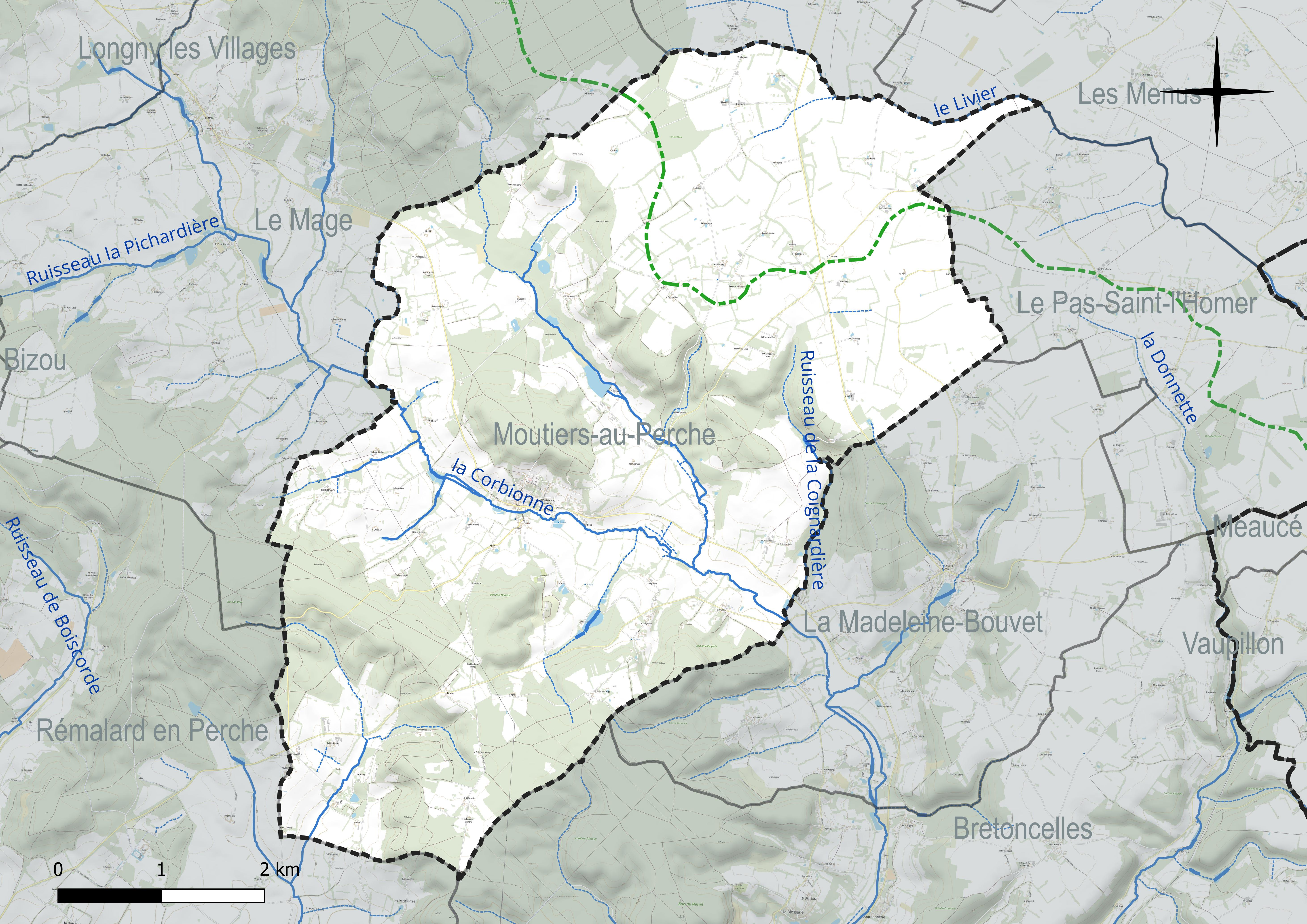
Réseau hydrographique de Moutiers-au-Perche.

### Climat
Pour des articles plus généraux, voir Climat de la Normandie et Climat de l'Orne.
En 2010, le climat de la commune est de type climat océanique dégradé des plaines du Centre et du Nord, selon une étude du CNRS s'appuyant sur une série de données couvrant la période 1971-2000. En 2020, Météo-France publie une typologie des climats de la France métropolitaine dans laquelle la commune est exposée à un climat océanique altéré et est dans la région climatique Normandie (Cotentin, Orne), caractérisée par une pluviométrie relativement élevée (850 mm/a) et un été frais (15,5 °C) et venté. Parallèlement le GIEC normand, un groupe régional d’experts sur le climat, différencie quant à lui, dans une étude de 2020, trois grands types de climats pour la région Normandie, nuancés à une échelle plus fine par les facteurs géographiques locaux. La commune est, selon ce zonage, exposée à un « climat contrasté des collines », correspondant au Pays d'Ouche et au Perche et bénéficiant d’un caractère continental affirmé avec des précipitations atténuées et des amplitudes thermiques fortes.
Pour la période 1971-2000, la température annuelle moyenne est de 10,4 °C, avec une amplitude thermique annuelle de 14,1 °C. Le cumul annuel moyen de précipitations est de 761 mm, avec 12 jours de précipitations en janvier et 8,1 jours en juillet. Pour la période 1991-2020, la température moyenne annuelle observée sur la station météorologique la plus proche, située sur la commune de La Loupe à 12 km à vol d'oiseau, est de 11,0 °C et le cumul annuel moyen de précipitations est de 718,0 mm,. Pour l'avenir, les paramètres climatiques de la commune estimés pour 2050 selon différents scénarios d’émission de gaz à effet de serre sont consultables sur un site dédié publié par Météo-France en novembre 2022.

## Urbanisme

### Typologie
Au 1er janvier 2024, Moutiers-au-Perche est catégorisée commune rurale à habitat très dispersé, selon la nouvelle grille communale de densité à sept niveaux définie par l'Insee en 2022.
Elle est située hors unité urbaine et hors attraction des villes,.

### Occupation des sols
L'occupation des sols de la commune, telle qu'elle ressort de la base de données européenne d’occupation biophysique des sols Corine Land Cover (CLC), est marquée par l'importance des territoires agricoles (65 % en 2018), une proportion sensiblement équivalente à celle de 1990 (65,3 %). La répartition détaillée en 2018 est la suivante : 
prairies (45,3 %), forêts (34,1 %), terres arables (19,7 %), zones urbanisées (0,9 %). L'évolution de l’occupation des sols de la commune et de ses infrastructures peut être observée sur les différentes représentations cartographiques du territoire : la carte de Cassini (XVIIIe siècle), la carte d'état-major (1820-1866) et les cartes ou photos aériennes de l'IGN pour la période actuelle (1950 à aujourd'hui).

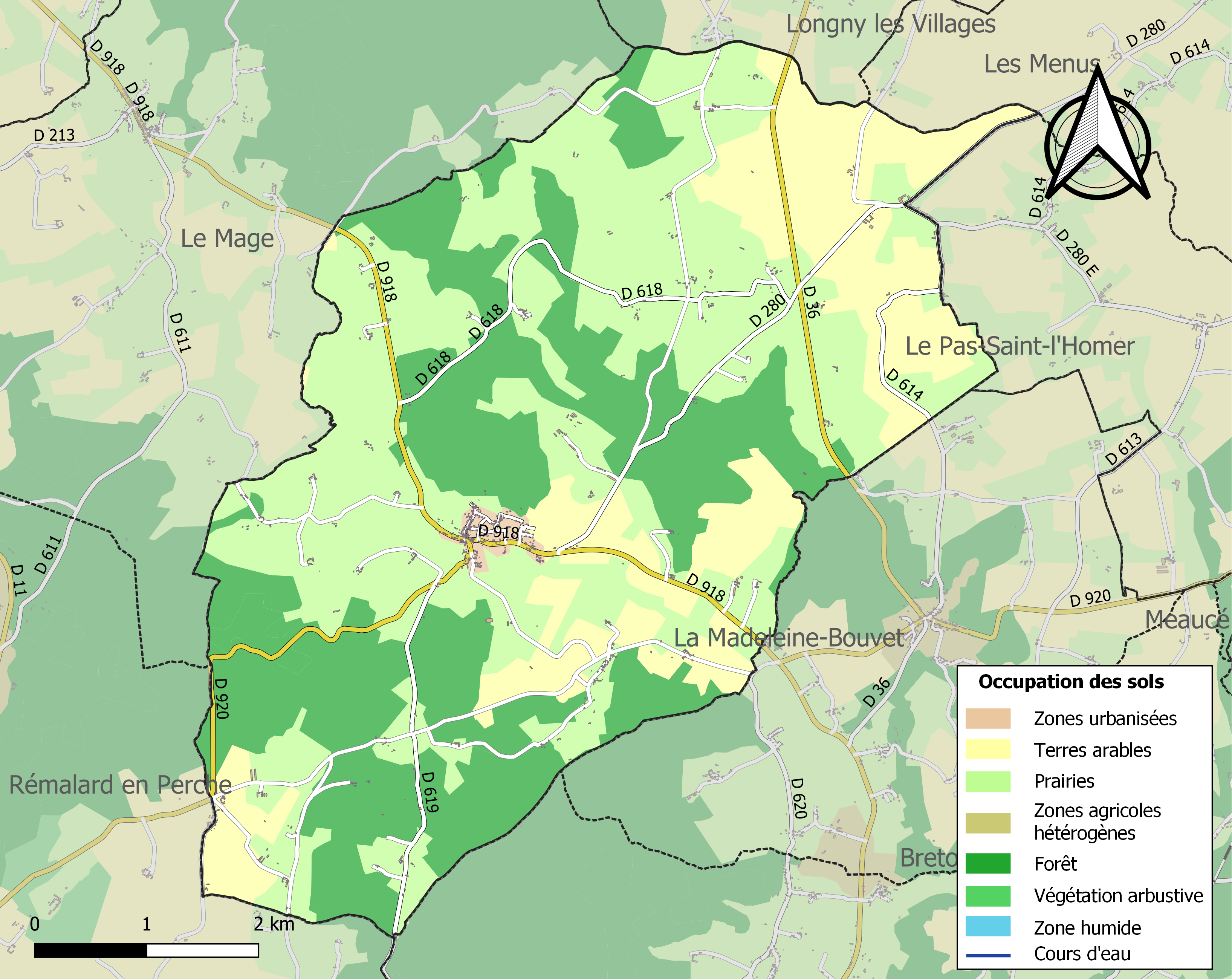
Carte des infrastructures et de l'occupation des sols de la commune en 2018 (CLC).

## Toponymie
Le nom de la localité est attesté sous la forme Moutiers-Saint-Laumer en 1762, puis Moutiers en 1793.
En toponymie moutiers, issu du latin monasterium, « monastère », désigne sous cette forme plurielle un duo d'églises. En Normandie, ce toponyme est présent dans Moutiers-au-Perche, Les Moutiers-en-Auge, Les Moutiers-en-Cinglais et Les Moutiers-Hubert.
 
La forme Moitiers est présente dans Les Moitiers-en-Bauptois et Les Moitiers-d'Allonne. La commune est au cœur de la région naturelle du Perche.
Le gentilé est Monastérien.

## Histoire

### Origines
Moutiers-au-Perche, d'abord appelé Corbion au temps des Romains — d'où le nom de Corbionne pour la rivière qui le traverse — a abrité au VIe siècle la plus ancienne communauté monastique du Perche, fondée par saint Laumer, ermite venu de Chartres à la fin du VIe pour évangéliser les habitants de la forêt qui couvrait le Perche,. Les communautés villageoises qui peuplaient les clairières étaient jusque-là « guidées » par des druides. On retrouve quelques pierres levées dans les environs, vestiges de la culture druidique.
Héritière du saint local, l'abbaye de Corbion est cependant détruite en l'an 873 à la suite des raids vikings, à la suite de quoi les moines se dispersèrent entre l'Auvergne et Blois, où ils fondèrent la prestigieuse abbaye Saint-Laumer dont dépendra le village jusqu'à la Révolution.

## Politique et administration
| Période                                  | Période   | Identité       | Étiquette | Qualité                  |
| ---------------------------------------- | --------- | -------------- | --------- | ------------------------ |
| (avant 1985)                             | mars 2001 | Pierre Garel   |           |                          |
| mars 2001                                | En cours  | Michel Garnier | SE        | Responsable de site ERDF |
| Les données manquantes sont à compléter. |           |                |           |                          |

Le conseil municipal est composé de onze membres dont le maire et deux adjoints.

## Démographie
L'évolution du nombre d'habitants est connue à travers les recensements de la population effectués dans la commune depuis 1793. Pour les communes de moins de 10 000 habitants, une enquête de recensement portant sur toute la population est réalisée tous les cinq ans, les populations de référence des années intermédiaires étant quant à elles estimées par interpolation ou extrapolation. Pour la commune, le premier recensement exhaustif entrant dans le cadre du nouveau dispositif a été réalisé en 2007.
En 2022, la commune comptait 370 habitants, en évolution de −8,64 % par rapport à 2016 (Orne : −3,21 %, France hors Mayotte : +2,11 %).
Moutiers-au-Perche a compté jusqu'à 1 610 habitants en 1846.
| 1793  | 1800  | 1806  | 1821  | 1836  | 1841  | 1846  | 1851  | 1856  |
| ----- | ----- | ----- | ----- | ----- | ----- | ----- | ----- | ----- |
| 1 453 | 1 575 | 1 542 | 1 531 | 1 591 | 1 559 | 1 610 | 1 512 | 1 560 |

| 1861  | 1866  | 1872  | 1876  | 1881  | 1886  | 1891  | 1896  | 1901  |
| ----- | ----- | ----- | ----- | ----- | ----- | ----- | ----- | ----- |
| 1 502 | 1 497 | 1 440 | 1 386 | 1 272 | 1 215 | 1 213 | 1 112 | 1 049 |

| 1906  | 1911 | 1921 | 1926 | 1931 | 1936 | 1946 | 1954 | 1962 |
| ----- | ---- | ---- | ---- | ---- | ---- | ---- | ---- | ---- |
| 1 055 | 992  | 797  | 807  | 748  | 684  | 656  | 640  | 590  |

| 1968 | 1975 | 1982 | 1990 | 1999 | 2006 | 2007 | 2012 | 2017 |
| ---- | ---- | ---- | ---- | ---- | ---- | ---- | ---- | ---- |
| 550  | 532  | 525  | 507  | 506  | 452  | 444  | 434  | 390  |

| 2022 | - | - | - | - | - | - | - | - |
| ---- | - | - | - | - | - | - | - | - |
| 370  | - | - | - | - | - | - | - | - |

## Lieux et monuments
- Église Notre-Dame du Mont-Harou, monument remarquable, en partie XIIe, en partie XVIe, classée au titre des Monuments historiques depuis le 18 novembre 1941[32]. Ses gargouilles sont de dimensions surprenantes. Elle abrite plusieurs œuvres classées à titre d'objets dont des peintures murales du XVIe et une fresque du XIIe sur la voûte de la sacristie, une Vierge à l'Enfant d'inspiration florentine, un grand retable en pierre polychrome daté de 1664, un orgue (XVIe et XVIIe, avec buffet d'orgue de 1716).. Le porche présente des chapiteaux corinthiens et des petites ouvertures romanes. Le clocher carré du XVIe est terminé par un dôme XVIIIe.
- Manoir de Beaubuisson. Demeure privée du XVe siècle.
- Château de Guilbault, du XIXe siècle.
- Vestiges de l'ancien monastère à gauche de la mairie : ancienne tour en grison et ancienne ferme du prieuré à droite de la mairie.
- Chemin du Gué de Culoiseau qui depuis le centre du bourg passe devant l'église, gravit le mont Harou et sa forêt, traverse le lieudit Culoiseau  (anciennes belles demeures XVIIe).
- Chemin dit de la Guillaumette, chemin creux remarquable qui vient du bois de Voré, passe derrière le val du Domaine de La Louveterie, ancien logis du XVIIe (actuellement maison d'hôtes), puis l'Hôtel Grosset (hameau avec une belle demeure du XVIe), ancien lavoir et pont muletier au-dessus de la Corbionne.

## Personnalités liées à la commune
- Eugène Lavieille (1820-1889) a peint à Moutiers-au-Perche, Bretoncelles, et dans les environs (notamment le Libérot, hameau de Moutiers)[33] :
  - Le Vieux Pommier de Beaubuisson; Moutiers-au-Perche (Orne).
  - Moutiers-au-Perche; Beaubuisson; matin, effet de neige.
  - Matinée d'automne ; les prés de Moutiers-au-Perche (Orne).
  - La Ferme du chemin des Coulineries; Moutiers-au-Perche ; effet de neige.
  - Les Pommiers en fleurs à Beaubuisson ; Moutiers-au-Perche (Orne).
  - Les Derniers Rayons; Moutiers-au-Perche (Orne) ; automne.
  - La Maison de Jean le Guenilleux, dit la Misère, au Libéro (Orne) ; nuit.
  - Entrée de la forêt de Voré au Libéro (Orne); automne. Esquisse du tableau du Salon de 1882, acquis par l'État. (Musée d'Orléans)
  - Masures du plateau du Libéro (Orne); nuit.
- Marcel Poilay (1843-1914), auteur de Souvenirs d’un engagé volontaire (lire en ligne) prix Montyon de l’Académie française en 1908, est né à Moutiers-au-Perche[34].
- Marthe Bracquemond (1898-1973), musicienne, organiste, compositrice (entre autres de musiques de films), connue sous les noms de Marthe Angot ou Marthe Henriod-Bracquemond, petite fille des artistes Félix et Marie Bracquemond, est morte à Moutiers-au Perche[35].